# شهر شیطانی (فیلم ۱۹۸۷)
شهر شیطانی (ژاپنی: 妖獣都市 هپبورن: Yōjū Toshi, ترجمه تحت‌اللفظی «شهر جانوران فراطبیعی») یک فیلم پویانمایی بزرگسالان ژاپنی در ژانر نئو-نوآر ترسناک گوتیک است که در سال ۱۹۸۷ توسط ویدئو آرت، مدهاوس برای ویدئو خانگی ژاپن تهیه شده است. این فیلم با الهام از گارد سیاه، نخستین رمان از مجموعهٔ شهر شیطانی به قلم هیده‌یوکی کیکوچی به رشته تحریر درآمده است که همچنین اولین تجربه کارگردانی یوشیاکی کاواجیری محسوب می‌شود که به عنوان طراح شخصیت، هنرمند استوری‌بورد، کارگردان پویانمایی و یک پویانمای کلیدی فعالیت داشته است.
داستان در اواخر سدهٔ بیستم میلادی اتفاق می‌افتد و ایده‌ای را مورد بررسی قرار می‌دهد که دنیای انسان‌ها مخفیانه با دنیای شیاطین همزیستی دارد و یک نیروی پلیس مخفی به نام گارد سیاه از این مرز محافظت می‌کند.

## صداپیشگان و نقش‌ها
| شخصیت             | ژاپنی                                           | انگلیسی (استریم لاین، ۱۹۹۳)                   | انگلیسی (مانگا انترتینمنت، ۱۹۹۳)          |
| ----------------- | ----------------------------------------------- | --------------------------------------------- | ----------------------------------------- |
| رنزابورو تاکی     | یوساکو یارا                                     | گریگوری اسنگاف                                | استوارت میلیگان                           |
| ماکیه             | توشیکو فوجیتا                                   | گی کروگر                                      | تمسین هولو                                |
| جیوسپه مایارت     | ایچیرو ناگای                                    | مایک رینولدز                                  | جرج لیتل                                  |
| مستر شدو          | تاکه‌شی آئونو                                    | جف وینکلس                                     | ری لونن                                   |
| کاناکو/زن عنکبوتی | ماری یوکو                                       | ادی میرمن                                     | لیزا راس                                  |
| رئیس گارد سیاه    | یاسوئو موراماتسو                                | رابرت وی. بارون                               | گریدون گولد                               |
| هتلدار            | تامیو اوکی                                      | دیوید پووال                                   | ویلیام رابرتز                             |
| جین               | کوجی توتانی                                     | کریگان میهن (بی‌اعتبار)                        | برایان نوت (بی‌اعتبار)                     |
| دختر صابونی       | آریسا آندو                                      | جویس کرتز (بی‌اعتبار)                          | پاملا مریک (بی‌اعتبار)                     |
| مدیر کلینیک       | کازوهیکو کیشینو                                 | ادوارد مانیکس (بی‌اعتبار)                      | داگلاس بلک‌ول (بی‌اعتبار)                   |
| نوشیار            | ایکویا ساواکی                                   | جیسون کلاسی                                   | آدام هندرسون (بی‌اعتبار)                   |
| شیطان وسوسه‌گر     | آسامی موکایدونو                                 | النی کلاکوس                                   | لیزا راس                                  |
| دکتر              | ماساتو هیرانو                                   | جان دانتونا (بی‌اعتبار)                        | آدام هندرسون (بی‌اعتبار)                   |
| شیاطین            | گینزو ماتسو (بی‌اعتبار) بین شیمادا (بی‌اعتبار)    | مایکل مک‌کانهی (بی‌اعتبار) کارل ماکک (بی‌اعتبار) | ویلیام رابرتز                             |
| همکاران تاکی      | سیکو ناکانو (بی‌اعتبار) کن‌ایچی اوگاتا (بی‌اعتبار) | ملورا هارت استیو کرمر                         | پاملا مریک (بی‌اعتبار) باب سشنز (بی‌اعتبار) |
| منشی              | نائوکو واتانابه (بی‌اعتبار)                      | الکساندرا کنورثی                              | تمسین هولو                                |
| راوی              | یوساکو یارا                                     | گریگوری اسنگاف                                | باب سشنز (بی‌اعتبار)                       |